# Вулиця Бєлікіна
Вулиця Бєлікіна — вулиця в Мелітополі на Юрівці. Йде від Будівельної вулиці до вулиці Пожарського. Забудована приватними будинками.

## Назва
Вулиця названа на честь Якова Бєлікіна — дільничного інспектора, капітана міліції Мелітопольського міського відділу МВС, який загинув під час виконання службових обов'язків.

## Історія
Вулиця знадується 20 грудня 1946 як Степовий провулок (або 1-й Степовий провулок).
18 серпня 1966 була перейменована на вулицю Бєлікіна.